# Astorgosuchus
Astorgosuchus — вимерлий одновидовий рід крокодилів, тісно пов’язаний зі справжніми крокодилами, який мешкав у Пакистані в період пізнього олігоцену. Він містить один вид, Astorgosuchus bugtiensis, який спочатку був названий як вид Crocodylus у 1908 році, а в 2019 році був перенесений до власного роду.

## Опис
На основі останків черепа припускають, що Astorgosuchus був крокодилоїдом великого тіла з тупою мордою. Довжина черепа оцінюється приблизно від 80 до 91 см для UM-DB-LCJ1-01 і NHMUK R.5266. Ці оцінки були результатом рівняння регресії, заснованого на 13 живих видах роду Crocodylus, на основі ширини нижньої щелепи на рівні найбільшої зубної альвеоли. У сучасних крокодилів співвідношення голови до тулуба становить 1:7, а у старших особин пропорційно більше тіло — 1:8. На підставі оціненої довжини черепа Martin, et al. за оцінками, Astorgosuchus досягав загальної довжини тіла від 6,4 до 7,3 метрів. Якщо використовувати пропорції найбільших відомих особин морського крокодила (1:8,8), це призведе до загальної довжини тіла від 7 до 8 метрів. Хоча до цих оцінок слід ставитися з обережністю через відсутність посткраніальних залишків або навіть повного черепа, отримані оцінки відповідатимуть розмірам, отриманим різними доісторичними родами крокодилів.

## Палеобіологія
Під час олігоцену територія Astorgosuchus була річковим озерним середовищем, у якому проживали представники Rhinocerotoidea, Chalicotheriinae, Anthracotheriidae та хоботні. Одним із відомих носорогів у цьому районі був Paraceratherium bugtiense, на якого, можливо, полював Astorgosuchus. Одна конкретна скам'янілість зберігає нижню щелепу молодого Paraceratherium зі слідами зубів великого крокодилоїда. Однак важко визначити, чи був нападник асторгозух або один з інших місцевих крокодилів. Враховуючи розмір дорослих екземплярів Paraceratherium, цілком імовірно, що Astorgosuchus полював на молодих, хворих чи поранених особин.